# Dr. Oetker
Dr. Oetker er en tysk fødevarevirksomhed, der producerer bageartikler, pasta- og pizzaprodukter og desserter mm.
Desuden findes i Oetker-Gruppe virksomheder inden for blandt andet bankvirksomhed, godstransport, forsikring, købmandsvirksomhed og ølbrygning.
Virksomheden blev grundlagt af dr. August Oetker i 1891, men det var sønnesønnen Rudolf August Oetker, der som leder i perioden 1944-1981 for alvor skabte den internationale gigantvirksomhed, der nu er tale om. Nuværende leder er August Oetker jr., søn af Rudolf August Oetker.